# Anatrophon
Anatrophon là một chi ốc biển, là động vật thân mềm chân bụng sống ở biển trong họ Muricidae, họ ốc gai.

## Các loài
Các loài thuộc chi Anatrophon bao gồm:
- Anatrophon sarmentosus (Hedley & tháng 5 năm 1908)[2]